# Temple de Zeus (Dodona)
El Temple de Zeus o "Casa sagrada" (en grec antic: Ἱερά Οἰκία, Hiera Oikia) era un temple dedicat a Zeus Naïos i tenia un complex associat, a Dodona, Grècia. Hi havia un oracle. Les ruïnes en són al jaciment arqueològic de Dodona en el municipi de Dodoni.

## Fases de construcció
Fase I
El Temple de Zeus era al bell mig de la zona del santuari de Dodona. Durant molt de temps, el culte es feu a l'aire lliure sense edificis permanents, i la peça central n'era el roure sagrat. Segons Pausànias, el roure de Dodona era l'arbre més antic de tota Grècia després del salze (lygos) d'Hera a l'Herèon de Samos. El roure era considerat l'actual residència i temple del Zeus de Dodona.

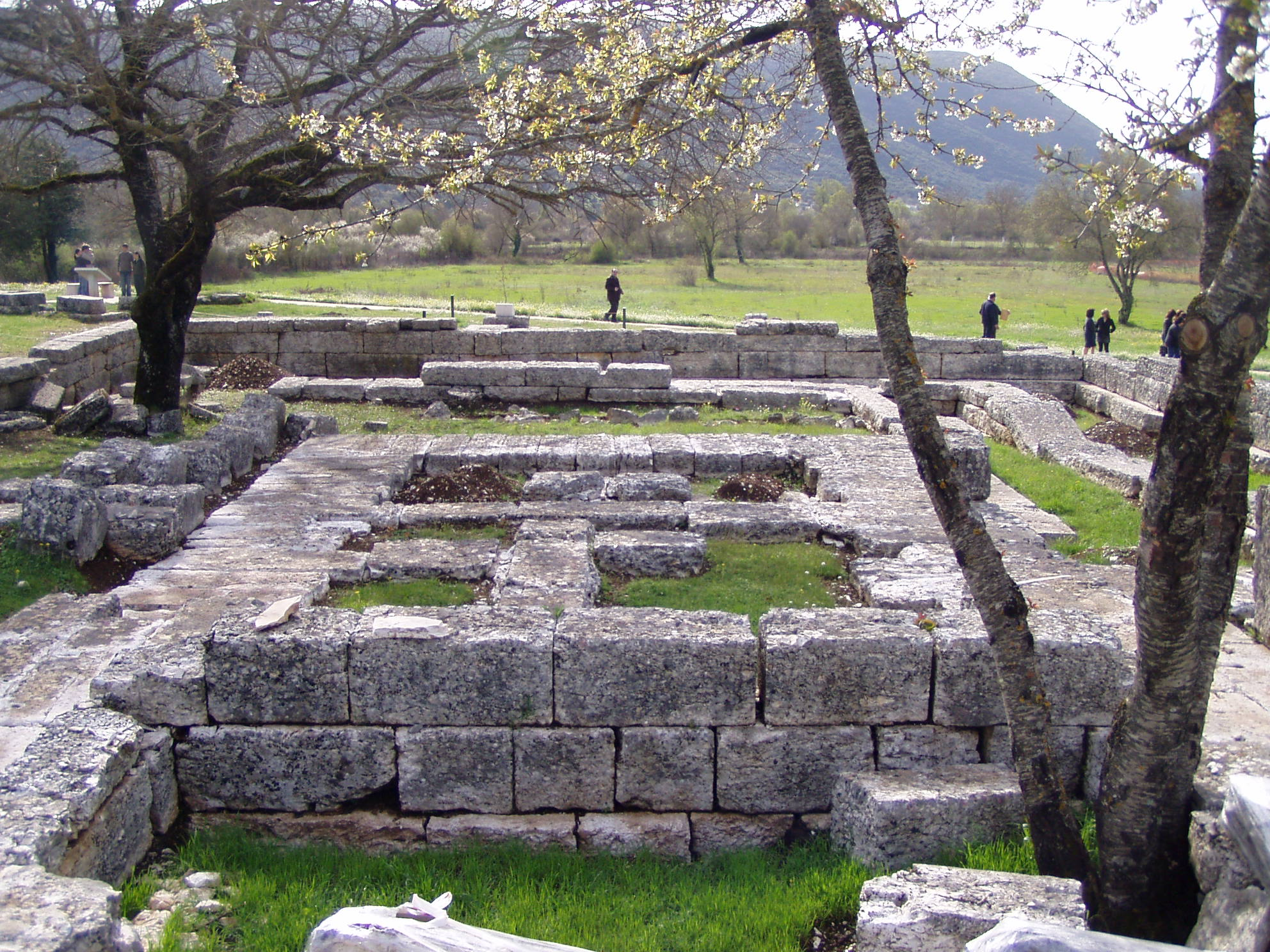
Ruïnes del Temple de Zeus

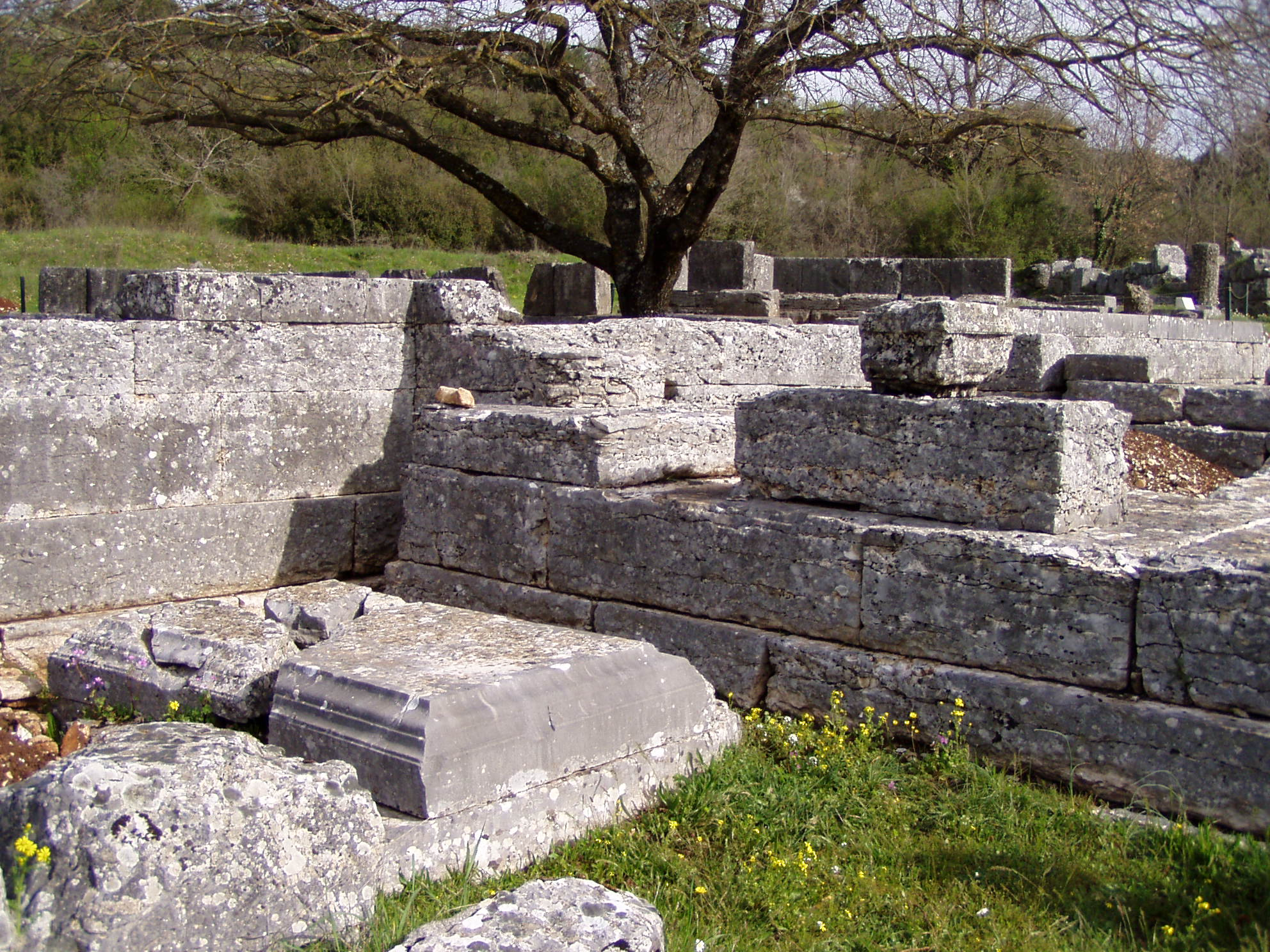
Ruïnes del Temple de Zeus

Segons fonts antigues, del sostre del Temple de Zeus penjaven calders o trípodes molt junts entre si. Com el temple mancava de parets, el vent colpejava els calders i el so l'havien d'interpretar els sacerdots o les sacerdotesses. Els sons resultants, així com el brunzit de les fulles del roure, s'utilitzaven en l'endevinació.
Fase II
La primera estructura de santuari i temple es van construir en el període clàssic grec, al principi del segle iii ae. En aquest moment, el santuari consistia en un tèmenos quadrat envoltat pel mur del períbol. El roure sagrat n'era al bell mig i encara servia com a estatge del déu, amb calders de bronze envoltant-lo. En un cantó, hi havia un petit temple que constava de pronaos i naos, la grandària del qual era d'uns 4 m × 6,5 m.
També n'hi havia dos pilars, l'un amb un calder de bronze a la part superior i l'altre amb una estàtua d'un xiquet amb un fuet de bronze a la mà, regalat pel poble de Còrcira. El fuet colpejava el calder amb el vent, i creava un so.
Fase III
En el període hel·lenístic, amb el rei de l'Epir, Pirros, del segle ii ae, el tèmenos se'n va ampliar i estava envoltat en tres costats per una estoa d'estil jònic, on es guardaven els escuts presos als romans. La Lliga Etòlia va destruir el santuari l'any 219 ae.
Fase IV
El 218 ae, després que el rei macedoni Filip V i els de l'Epir derrotassen els etolis, el santuari fou reconstruït amb el botí dels etolis. Es va construir un nou temple pròstil al lloc de l'antic, amb quatre columnes jòniques a la façana i un pronaos, naos i àditon a l'interior. Al punt més ampli, la grandària del santuari rectangular era d'uns 20,8 m × 19,2 m. El roure sagrat encara era part de l'àrea del tèmenos, ara a prop del costat est, on no hi havia estoa.